# Renato Vrbičić
Renato Vrbičić (Šibenik, 1970. november 21. – 2018. június 12.) olimpiai ezüstérmes horvát vízilabdázó, edző.

## Pályafutása
Az 1996-os atlantai olimpián ezüstérmes lett a horvát válogatottal.
1987 és 2002 között a VK Šibenik, a Jadran Split és Mladost Zagreb játékosa volt. 2002 és 2004 között az olasz Catania és Civitavecchia csapataiban játszott. 1994-ben az év vízilabdázója volt Horvátországban Vjekoslav Kobešćakkal.
Edzői pályafutását a VK Solaris ifjúsági csapatánál kezdte, majd 2015-ben a felnőtt csapat vezetőedzője lett. 2016-ban a horvát U20-as válogatottnál segédedző lett.

## Sikerei, díjai
- Olimpiai játékok
  - ezüstérmes: 1996, Atlanta